# 皇學館高校いじめ自殺事件
皇學館高校いじめ自殺事件(こうがっかんこうこういじめじさつじけん)は、2009年（平成21年）3月3日に皇學館高等学校に通う男子生徒がいじめを苦に自殺した事件。なお、同校は三重県伊勢市楠部町にある私立中学校・高等学校である。

## 概要
この日は皇学館高校の期末試験の日であったが、男子生徒は無断欠席していた。担任が家族に連絡したところ、靴や弁当は自宅に有ったが姿が見えていなかった。仕事から戻った父親と警察官が捜したところ、屋根裏で首を吊っているのが発見された。残されていた遺書には暴力や暴言や嫌がらせを受けて嫌になっていたこと、いじめていた7人の同級生の名前が記されていた。3月5日午後に葬儀が行われ、教職員や一部の生徒が参列した。
複数の同級生が自殺した男子生徒の嫌がるあだ名をつけたり、消しゴムのかすを投げつけるなどを日常的に行っていた。あだ名はクラス内に広まっていたが、教師は気付いていなかった。自殺した生徒以外にも同様のいじめを受けていた生徒もいた。
皇學館高校硬式野球部は同年の高校野球地区予選の出場を辞退した。自殺した男子生徒と同じクラスに野球部部員がいたため、喪に服すことにして出場を辞退していた。
皇學館高校の校長は同年の3月31日に退職した。疲労困憊でこれ以上続けられないことから退職願を提出していた。